# Palais Toskana

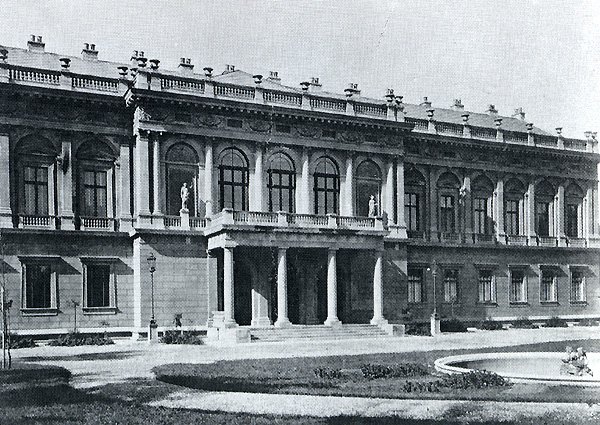
Gartenseite des Palais Toskana, Anfang des 20. Jahrhunderts

Das Palais Toskana war ein 1867 erbautes und 1946 abgerissenes Gebäude in Wien. Es befand sich in der Argentinierstraße 29 im 4. Wiener Gemeindebezirk Wieden.

## Geschichte
Auf dem Grundstück an der Argentinierstraße stand ein größeres Vorgängergebäude, das um 1867 umgebaut und erweitert wurde, wodurch ein riesiges Palais entstand. Die Fassade war in eleganter Neorenaissance gehalten. Der Architekt ist nicht bekannt; die Fassade könnte nach Stilanalysen von Carl Tietz stammen. Nach der Fertigstellung wurde das Haus von der Familie von Erzherzog Leopold Salvator von Österreich-Toskana gekauft. Im Jahre 1908 zog dieser mit seiner Familie ins Schloss Wilhelminenberg und vermietete das Palais. Nach dem Untergang der Habsburgermonarchie zog der Erzherzog nach Spanien. Im Zweiten Weltkrieg erlitt das Palais Bombenschäden, das Palais wurde 1946 abgetragen und das Grundstück an den Österreichischen Rundfunk verkauft. Das Gelände wurde lange als Parkplatz genutzt. Heute steht an der Stelle der Toscanahof, ein 2003/05 von der Südtiroler Seeste AG nach den Plänen von Architekt Gustav Peichl & Partnern errichtetes Wohngebäude mit einer öffentlichen Tiefgarage und 8.000 Quadratmeter Park. 